# Seznam vrcholů v Plaské pahorkatině

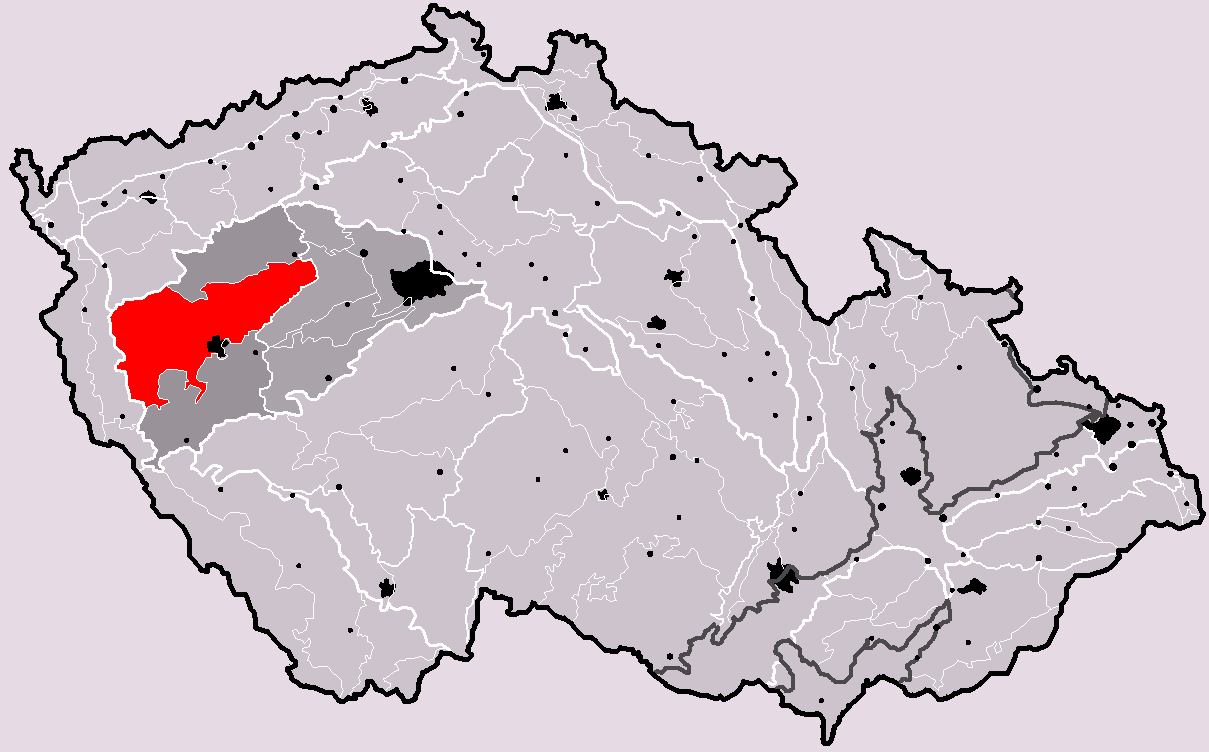
Plaská pahorkatina na mapě České republiky

Seznam vrcholů v Plaské pahorkatině obsahuje pojmenované plaské vrcholy s nadmořskou výškou nad 550 m a dále všechny vrcholy s prominencí (relativní výškou) nad 100 m. Seznam je založen na údajích dostupných na stránkách Mapy.cz a na mapách Zeměměřického úřadu. Jako hranice pohoří byla uvažována hranice stejnojmenného geomorfologického celku.

## Seznam vrcholů podle výšky
Seznam vrcholů podle výšky obsahuje všechny pojmenované vrcholy s nadmořskou výškou nad 550 m. Celkem jich je 26, z toho 1 s výškou nad 700 m a 5 s výškou nad 600 m. Nejvyšší z nich se nacházejí v okrsku Pernarecká pahorkatina. Nejvyšší horou je Vlčí hora s nadmořskou výškou 704 m.
| #   | Vrchol          | Výška m n. m. | Souřadnice                       | Okrsek                 | Přístup                 |
| --- | --------------- | ------------- | -------------------------------- | ---------------------- | ----------------------- |
| 1.  | Vlčí hora       | 704           | 49°48′38″ s. š., 12°51′20″ v. d. | Pernarecká pahorkatina | neznačeno               |
| 2.  | Hradišťský vrch | 633           | 49°52′15″ s. š., 12°59′18″ v. d. | Pernarecká pahorkatina | neznačeno               |
| 3.  | Racovský vrch   | 619           | 49°37′16″ s. š., 12°51′20″ v. d. | Mezholezská vrchovina  | neznačeno               |
| 4.  | Chlum           | 610           | 49°37′52″ s. š., 12°52′12″ v. d. | Mezholezská vrchovina  | neznačeno               |
| 5.  | Rozsocha        | 600           | 49°36′17″ s. š., 12°51′36″ v. d. | Mezholezská vrchovina  | žlutá turistická značka |
| 6.  | Krmníky         | 597           | 49°56′17″ s. š., 13°15′28″ v. d. | Dolnobělská vrchovina  | žlutá turistická značka |
| 7.  | Skupečský vrch  | 596           | 49°52′53″ s. š., 13°06′01″ v. d. | Pernarecká pahorkatina | neznačeno               |
| 8.  | Citeř           | 589           | 49°56′59″ s. š., 13°16′47″ v. d. | Dolnobělská vrchovina  | žlutá turistická značka |
| 9.  | Vinice          | 589           | 49°52′00″ s. š., 13°06′12″ v. d. | Pernarecká pahorkatina | neznačeno               |
| 10. | Tříslovec       | 589           | 49°36′48″ s. š., 12°51′23″ v. d. | Mezholezská vrchovina  | žlutá turistická značka |
| 11. | Malovický vrch  | 586           | 49°44′19″ s. š., 12°48′36″ v. d. | Svojšínská vrchovina   | neznačeno               |
| 12. | Čihadlo         | 584           | 49°48′05″ s. š., 12°47′39″ v. d. | Svojšínská vrchovina   | neznačeno               |
| 13. | Obecní les      | 583           | 49°50′58″ s. š., 12°52′19″ v. d. | Pernarecká pahorkatina | neznačeno               |
| 14. | Písečný vrch    | 582           | 49°36′25″ s. š., 12°52′08″ v. d. | Mezholezská vrchovina  | neznačeno               |
| 15. | Račala (Hůrka)  | 576           | 49°56′33″ s. š., 13°18′00″ v. d. | Dolnobělská vrchovina  | neznačeno               |
| 16. | Hřebensko       | 576           | 49°53′02″ s. š., 13°14′01″ v. d. | Dolnobělská vrchovina  | neznačeno               |
| 17. | Spálený vrch    | 568           | 49°48′38″ s. š., 12°48′04″ v. d. | Svojšínská vrchovina   | neznačeno               |
| 18. | Panský vrch     | 565           | 49°41′41″ s. š., 12°49′49″ v. d. | Svojšínská vrchovina   | neznačeno               |
| 19. | Očínská výšina  | 564           | 49°50′57″ s. š., 12°56′29″ v. d. | Pernarecká pahorkatina | neznačeno               |
| 20. | Křakovský vrch  | 563           | 49°36′26″ s. š., 12°54′01″ v. d. | Mezholezská vrchovina  | neznačeno               |
| 21. | Rybniční vrch   | 562           | 49°36′19″ s. š., 12°52′53″ v. d. | Mezholezská vrchovina  | neznačeno               |
| 22. | Lobatín         | 561           | 49°45′42″ s. š., 12°48′16″ v. d. | Svojšínská vrchovina   | neznačeno               |
| 23. | Valaší vrch     | 560           | 49°51′04″ s. š., 12°50′07″ v. d. | Svojšínská vrchovina   | neznačeno               |
| 24. | Peklo           | 559           | 49°46′28″ s. š., 12°47′50″ v. d. | Svojšínská vrchovina   | neznačeno               |
| 25. | Nad Vodojemem   | 558           | 49°51′55″ s. š., 12°55′48″ v. d. | Pernarecká pahorkatina | neznačeno               |
| 26. | Kluzký vrch     | 556           | 49°47′06″ s. š., 12°47′28″ v. d. | Svojšínská vrchovina   | neznačeno               |

## Seznam vrcholů podle prominence
V Plaské pahorkatině není mnoho výrazných vrcholů a prominenci nad 100 m má pouze nejvyšší Vlčí hora (170 m).
| #  | Vrchol    | Výška m n. m. | Promi- nence | Izolace (km)           | Souřadnice                       | Přístup   |
| -- | --------- | ------------- | ------------ | ---------------------- | -------------------------------- | --------- |
| 1. | Vlčí hora | 704           | 170          | 12,0 → Boněnovský vrch | 49°48′38″ s. š., 12°51′20″ v. d. | neznačeno |